# Bobota
Bobota (srp. ćir. Бобота), je naselje u istočnoj Hrvatskoj, u sastavu Općine Trpinja u Vukovarsko-srijemskoj županiji. Naselje je smješteno u središtu trokuta koji čine Vinkovci, Vukovar i Osijek u izrazito ravničarskom području nekadašnje močvare Palača. Bobotski kanal, prvi veliki projekt vodene regulacije na prostoru Hrvatske u razdoblju poslije raspada Rimskog Carstva, nosi naziv po ovome selu.

## Stanovništvo
Prema popisu stanovništva iz 2001. godine, naselje je imalo 1651 stanovnika te 530 obiteljskih kućanstava.
| broj stanovnika | 1921  | 2083  | 1945  | 2211  | 2140  | 2194  | 2198  | 2324  | 1852  | 1855  | 1940  | 1959  | 1926  | 1881  | 1651  | 1491  | 1202  |
|                 | 1857. | 1869. | 1880. | 1890. | 1900. | 1910. | 1921. | 1931. | 1948. | 1953. | 1961. | 1971. | 1981. | 1991. | 2001. | 2011. | 2021. |

## Povijest
Najstariji spomen naselja zabilježen je 1269. godine. Prva publikacija o naselju objavljena je 1750. godine.
U razdoblju po okončanju Drugog svjetskog rata zabilježen je vrlo rani otpor politici kolektivizacije koju je nova vlast dijelom provodila u razdoblju prije raskola Tita i Staljina. 1945. nepoznata je osoba u Boboti ispisala grafit „Kralju Petre, dođi nam do žetve, jer nam Tito odnese sve žito”.
U kasnom studenom 2021. godine mediji su izvijestili kako su u Boboti, na divljem odlagalištu uz šumu blizu puta između sela i susjednog Pačetina,  pronađeni posmrtni ostaci deset žrtava iz razdoblja Domovinskog rata.

## Gospodarstvo
Većina stanovništa bavi se poljoprivredom, od čega najvećim dijelom ratarstvom i stočarstvom, a razvijena je i proizvodnja stočne hrane.

## Poznate osobe
- Bogoljub Vukajlović, narodni heroj Jugoslavije
- Đoko Patković, narodni heroj Jugoslavije

## Spomenici
U središtu Bobote nalazi se pravoslavna crkva posvećena svetom velikomučeniku Jurju, građena od 1763. do 1778. godine. Također, nedaleko od crkve nalazi se i spomenik palim borcima i žrtvama fašizma iz Drugog svjetskog rata.

## Kultura
U selu od 1970. godine djeluje kulturno-umjetničko društvo "Đoko Patković". U njegovoj organizaciji održava se "Vidovdanski sabor", na kojem sudjeluju brojne folklorne grupe, a pored folklora zastupljeni su i razni drugi programi (izložbe slika, starih zanata, tradicionalnih jela itd.).

## Šport
- NK Borac Bobota
- Šahovski klub Protein Bobota
- NK Bobota Agrar (bivši HNK Vupik Vukovar)